# توکیو مونوریل
توکیو مونوریل (به ژاپنی: 東京モノレール Tōkyō Monorēru) به‌طور رسمی خط مونوریل فرودگاه هانه‌دا (به ژاپنی: 東京モノレール羽田空港線 Tōkyō Monorēru Haneda Kūkō sen) یک سیستم مونوریل در ژاپن است که فرودگاه هانه‌دا واقع در اوتا-کو، توکیو را به ایستگاه هاماماتسوچو در میناتو-کو، توکیو اتصال می دهد.